# Adil Çarçani
Adil Çarçani (n. 15 mai 1922, Fushëbardhë⁠(d), Regiunea Gjirokastër, Albania – d. 13 octombrie 1997, Tirana, Albania) a fost un politician comunist albanez și al 24-lea prim-ministru al Albaniei, după moartea lui Mehmet Shehu.

## Biografie
Adil Çarçani s-a născut în satul Fushe-Bardhe și s-a alăturat rezistenței comuniste în timpul celui de-Al Doilea Război Mondial în calitatea de comandant asistent al unei brigăzi de asalt. A studiat economie și a fost ministru al industriei și minelor din 1951 martie până în 1965. Între 1965 și 1982, Çarçani a fost vice prim-ministru iar din 4 ianuarie 1982 până pe 22 februarie 1991 a fost prim-ministru al Albaniei. El a fost membru cu drepturi depline al comitetului central din 1956 până în 1991 și membru cu drepturi depline al Biroului Politic în 1961-1991. A fost conducătorul comisiei pentru electrificare totală a țării sale 1966-1971. Acesta, de asemenea, a condus delegații economice în China pentru a semna contracte de credit în septembrie 1968 și iulie 1975. Pe 2 iulie 1994, după căderea dictaturii, a fost condamnat la cinci ani de închisoare pentru abuz de putere, dar termenul a fost suspendat din pricina vârstei sale și problemelor de sănătate.